# اسپرس مازندرانی
اسپرس مازندرانی (نام علمی: Onobrychis mazanderanica) نام یک گونه از سرده اسپرس است.